# Alexandru Mulear
Alexandru (Șico) Borisovici Mulear (în rusă Александр (Шико) Борисович Муляр; n. 18 mai 1922, Savrani, ținutul Balta, gubernia Odesa – d. 17 iunie 1994, Chișinău) a fost un compozitor și pedagog sovietic moldovean, supraviețuitor al Holocaustului.

## Biografie
Șico Mulear s-a născut în localitatea Savrani din Ținutul Balta, Gubernia Odesa. Tatăl său, Buția Șicovici Mulear, era zugrav și cânta la vioară în taraful celebrului Gheorghe Murgu.
A urmat școala medie evreiască din Tiraspol, apoi școala de muzică din același oraș, unde a studiat cu Grigori Gerșfeld. În 1940 a fost admis la Conservatorul de Stat din Chișinău la clasa de compoziție a lui Ștefan Neaga. În același an a debutat cu lucrarea Duete pe teme populare moldovenești pentru două viori.
În timpul celui de-al Doilea Război Mondial, în perioada ocupației germano-române, a fost închis împreună cu familia în ghetoul din Transnistria, unde a contractat tifos. Ulterior, a evadat din ghetou, traversând înot râul Bugul de Sud.
După eliberarea Ucrainei în 1944, a activat ca violonist în Teatrul de Operă și Balet din Odesa, iar între 1945–1948 a fost profesor de vioară la școala de muzică din Tiraspol. A reluat apoi studiile muzicale, absolvind în 1955 Conservatorul din Chișinău la clasa de compoziție a profesorilor Leonid Gurov și Solomon Löbel.
Între 1955–1970 a fost profesor la Școala muzicală de 7 ani din Chișinău. Printre oaspeții lui Mulear din Chișinău se numără Anastas Mikoian, Emilian Bucov, Dmitri Șostakovici, Vasile Zagorschi sau Eugen Doga.
A fost căsătorit cu pianista și acompaniatoarea Veka Kaplun, iar copiii lor, Eleonora Mulear și Ilia Mulear, au devenit și ei pianiști.
Mulear a decedat pe 17 iunie 1994, la Chișinău, în timp ce citea o carte de poezii de Mihai Eminescu (conform fiului său, Ilia).

## Activitate de compozitor
Printre lucrările lui Șico Mulear se numără:
- primul balet moldovenesc pentru copii, Făt-Frumos (1959, libret de A. Smolina),
- poeme simfonice: Haiducii (1955), Tatarbunar (1974),
- Uvertura festivă (1966),
- Suită de balet (1954) pentru orchestră simfonică mică,
- suitele Imn către octombrie (1962) și Petrecerea este soarele meu (1964, ambele pe versuri de Anatol Gugel) pentru solist, cor și orchestră simfonică,
- Ninge (1974, în colaborare cu A. Ranga; versuri de Liviu Deleanu).